# ワンダーウーマン (映画)
『ワンダーウーマン』（原題: Wonder Woman）は、DCコミックスの同名のスーパーヒーローをベースとする、2017年公開のスーパーヒーロー映画。監督はパティ・ジェンキンス、脚本はアラン・ハインバーグで、ガル・ガドット、クリス・パイン、ロビン・ライトらが出演する。「DCエクステンデッド・ユニバース」の4作目で、「ワンダーウーマン」シリーズの1作目。

## 概要
映画『バットマン vs スーパーマン ジャスティスの誕生』で初登場したワンダーウーマンの第一次世界大戦中の活躍を描く。
当初監督はミシェル・マクラーレンが予定されていたが「創作上の意見の相違」により降板し、パティ・ジェンキンスが選ばれた。この結果、アメリカン・コミック原作の映画としては、初めて女性が監督を務めることとなった。
世界各国で高く評価され、初週の興行収入は1億50万ドル（約111億円）、累計でも全米とそれ以外の上映国で各4億ドル以上となる大ヒットとなった。女性監督作品および女性が主役のアクション映画として初週・累計収入ともに歴代1位となった。
主演ガル・ガドット、監督パティ・ジェンキンスが続投する続編の製作が発表され『ワンダーウーマン1984』として公開された。

## あらすじ
女性だけが住む島、セミッシラで育ったアマゾン族の王女ダイアナは、幼い頃から戦士になることを夢見ていた。母親であるヒッポリタ女王はダイアナの身を案じ、戦い方を学ぶことを禁止していたが、ヒッポリタの妹で史上最強の将軍と呼ばれたアンティオペの説得もあり、誰よりも過酷な修行を繰り返し、アンティオペに勝るとも劣らない強さを得る。
ある日、成長したダイアナは偶然「外の世界」から舞い込み、海岸で墜落事故を起こしたスティーブ・トレバーを救出する。真実の投げ縄を使って彼からドクター・ポイズンがマスタードガスの新兵器を開発していることを聞き出し、ダイアナは「外の世界」の悲惨さにショックを受ける。戦いを引き起こす首謀者・ルーデンドルフ総監こそが戦いの神アレスと確信したダイアナは、トレバーとともに「外の世界」へ旅立ち、戦争の早期終結のためロンドンへ向かう。
ダイアナは「外の世界」の異文化に戸惑いながらも、スティーブが集めた仲間の力を借りつつ、戦場の最前線や要人の祝賀会へ赴いてルーデンドルフを探し、ついに倒すことに成功する。しかしその後も戦争は終結せず、それが世界に平和をもたらす唯一の方法だと信じていたダイアナは、現実に打ちのめされてしまう。その時パトリック卿に成り代わっていたアレスがダイアナの前に姿を現し、「戦争こそ人間の本性だ」とその愚かさを説き、協力して人間を一掃し世界を再創造するよう迫る。人間の「悪」に失望していたダイアナはその言葉に籠絡されかけるが、トレバーとの会話を思い出し、人間の「善」の部分を思い直す。人間の愚かさを受け入れ、与えられた力を守るために使う決心をしたダイアナは、真の力を解放してアレスとの戦いに決着をつける。やがてロンドンで休戦協定が締結され、戦争は終わりを迎えた。
それから時は流れ、現代のダイアナは、ブルース・ウェインから送られた当時の写真を眺めながらトレバーとの約束を再確認する。

## キャスト
ダイアナ / ワンダーウーマン
演 - ガル・ガドット、日本語吹替 - 甲斐田裕子
アマゾン族の王女。高い戦闘能力と人間離れした身体能力、美貌を有している。外界から隠されたセミッシラ島で育ったが世界の知識は非常に豊富で、古代語を含めた世界中の数百の言語を話せる他、化学式を読み解く事ができる。一方で、外界から遮断されたセミッシラで育ったために世間一般の常識には非常に疎く、外界では戦わない人間が着けているドレスや下着を鎧と勘違いする。外界に出て以降はトレバーがとっさに思い付いたダイアナ・プリンスと名乗る。
ガドットはキャラクターについて「大きな力を持っているが最終的には様々な感情を抱える人間になる」と述べた。『バットマン vs スーパーマン ジャスティスの誕生』の時との違いについてガドットは「彼女がまだ世間知らずな100年前に遡る。若い理想主義者で純真。みんなが見てきたような経験豊富で思慮深い成熟した戦士とは異なる」と述べた。『BvS』での衣装は彩度を落としたミッドナイトブルーとダークレッドで統一されたものだったが、本作では原作に近い赤・青・金の派手なカラーリングとなっている（ただし星条旗は描かれていない）。
8歳のダイアナ
演 - リリー・アスペル、日本語吹替 - 新井美羽
12歳のダイアナ
演 - エミリー・キャリー、日本語吹替 - 佐々木りお
スティーブ・トレバー
演 - クリス・パイン、日本語吹替 - 小野大輔
アメリカ陸軍航空部のパイロット、アメリカ外征軍大尉。イギリス軍諜報部に協力し、連合国側のスパイをしている。ドイツ軍から新兵器の情報の描かれたノートを奪って逃走したが追撃に遇い、セミッシラに不時着したところをダイアナに助けられる。
ドイツの新兵器による大量虐殺を阻止する為、ダイアナの協力を得ながら新兵器の秘匿基地破壊をイギリスに進言するも講和が近い為に無下に扱われた。ドイツの新兵器の使用を阻止する為にダイアナや傭兵達と共に敵地へ赴く。
アンティオペ将軍
演 - ロビン・ライト、日本語吹替 - 深見梨加
ヒッポリタ女王の妹でありダイアナの叔母。アマゾン族の将軍。幼い頃よりダイアナの才能を見抜き、最強の戦士にするべく厳しい訓練を行う。
エーリヒ・ルーデンドルフ総監
演 - ダニー・ヒューストン、日本語吹替 - 菅生隆之
ドイツ軍の独裁的な総監。戦争狂で、講和に傾く情勢を苦々しく思っており、戦争継続の為にイザベル・マル博士にガス兵器の開発を命じる。
パトリック・モーガン卿
演 - デヴィッド・シューリス、日本語吹替 - 岩崎ひろし
イギリス人の政治家、貴族。講和に傾く情勢で新兵器の破壊作戦に乗り気でないイギリスに代わり、スティーブの新兵器破壊作戦を非公式に支援する。
ヒッポリタ女王
演 - コニー・ニールセン、日本語吹替 - 榊原良子
セミッシラを治める女王でありダイアナの母。娘を「私の一番の宝物」と称するほどに愛しており、ダイアナの身を案じるあまり戦士になることを許さなかったが、アンティオペの説得を受け入れ、訓練を許可する。
イザベル・マル博士 / ドクター・ポイズン
演 - エレナ・アナヤ、日本語吹替 - よのひかり
毒物の専門家であるマッドサイエンティスト。顔の左半分から喉にかけて火傷の痕があり、それを隠す為に陶器で出来た肌色のマスクを付けている。ルーデンドルフの命令で、防毒マスクが効かない新型の毒ガスの開発を行なっている。
エッタ・キャンディ
演 - ルーシー・デイヴィス、日本語吹替 - 高橋里枝
スティーブ・トレバーの秘書。
サミーア
演 - サイード・タグマウイ、日本語吹替 - 多田野曜平
フランス領モロッコの諜報員。潜入を得意とし、多数の言語を操る。役者志望だったが人種差別で断念して兵役についた。
チャーリー
演 - ユエン・ブレムナー、日本語吹替 - 佐々木睦
スコットランド人の狙撃手。トラウマを抱えている。
酋長
演 - ユージーン・ブレイブ・ロック、日本語吹替 - 山岸治雄
ネイティブ・アメリカンであり、戦地で物資の横流しをする密輸業者。前線の兵士たちに信望がある。
メナリッペ
演 - リーサ・ローヴェン・コングスリ、日本語吹替 - 行成とあ
アマゾン族の一人。アンティオペの副官。
アレス
ゼウスの息子であり戦争を糧とする軍神。ギリシア神話のアレースが元となっている。 過去にゼウスとの戦いに敗れて地上へ落ちたが、人間がゼウスの創造物の出来損ないである事を証明するために歴史の裏で人間を扇動して戦争の原因を振りまいた。超常的な力でダイアナを圧倒するがゴッドキラーの力を解放したダイアナに敗れる。
ムネモシュネ
演 - ジョセッテ・シモン、日本語吹替 - 岡田恵
ベネニア
演 - ダウツェン・クルース、 日本語吹替 - 種市桃子
エピオーネ
演 - エレノア・マツウラ、日本語吹替 - 水瀬郁
アカンタ
演 - フローレンス・カサンバ、日本語吹替 - 土井真理
アルテミス
演 - アン・ウルフ、日本語吹替 - 江川緑
ファウスタ
演 - レイチェル・ピックアップ、日本語吹替 - 岸本百恵
マリー
演 - フローラ・ニコルソン、日本語吹替 - もりなつこ
その他の日本語吹き替え: 丸山壮史/各務立基/関雄/清水はる香/松浦裕美子/堀越富三郎/北田理道/さかき孝輔/宮崎敦吉/阿部竜一/長谷川敦央/平修

## イメージソング
- 乃木坂46「女は一人じゃ眠れない」[15]（日本版イメージソング）

同曲を巡る論争については、後述。
『乃木坂46 - 女は一人じゃ眠れない』 - YouTube
- シーア「To Be Human」[16]

『Sia - To Be Human feat. Labrinth』 - YouTube
- 2WEI「Catapult」

『2WEI - Catapult (Escape Velocity) (Official "Wonder Woman" Trailer)』 - YouTube

## コラボ企画
ジュエリー
フェスタリアとのコラボレーション製品とイベントが展開された。
【フェスタリア公式サイト】
アート展
「ワンダーウーマンクリエイターズ　コラボ」と題して2017年7月28日（金）から2017年8月6日（日）までルミネエスト新宿でアート展が開催された。
【クリエイターズコラボ公式サイト】
| - ハローキティ - リカちゃん - 高田明美 - 足立慎吾 | - すしお - 新川洋司 - FROGMAN - 中村佑介 | - マキヒロチ - 椎名高志 - 手代木史織 - ファン・ジャーウェイ |

## 評価
『ワンダーウーマン』は専門家や各メディアから多くの賞賛を得た。
- 「Variety」のAndrew Baker「パティ・ジェンキンス監督の『ワンダーウーマン』は、ダークで陰惨なDCの世界において歓迎すべき息抜きとなっている。陽気で誠実、時にずさんな部分もあるが、本作は常に喜びを提供してくれる。「ワンダーウーマン」は女性が監督した初めての大手スタジオによるスーパーヒーロー映画だ。そして、そのことは捉えがたいが、重要な方法で作品に表れている。例えば、ガドットの衣装は露出度が高いが、ジェンキンスのカメラは決してそれをいやらしく映したり、意味もなくアップにしたりしない。ダイアナは何かに所有されるものではなく、自らの力をもった存在として描かれている。」
- 「Business Insider」のJason Guerrasio「『ワンダーウーマン』は昨今のスーパーヒーロー映画なら決定的な落とし穴となりそうな問題（弱いプロット、つまらない悪役、精彩を欠いた第三幕）をカバーしているだけでなく、女性にフォーカスを置いたスーパーヒーロー映画が男性主人公の映画と同じくらい強く、英雄的で、スリリングかつ笑える映画になりうるということを見事に証明してくれた。」
- 「Entertainment Weekly」のChris Nashawaty「英雄的なエディターが最後の30分をカットしてくれればよかったとは思うが、これまでに見たことがなかったようなワンダーウーマンを演じたガル・ガドットを含め、このように多くの点で成功している映画に対し、欠点をあげつらうのは難しい。」
- 「Hollywood Reporter」のSheri Linden「伝統を破り、上映時間を2時間以下に納めることができたなら、『ワンダーウーマン』は人々を完全に圧倒するような映画になり得ただろう。だが、エキゾチックでかっこよく、同時に親近感が持てるガル・ガドットとカリスマ的なクリス・パインの間で起きるユーモラスな瞬間とロマンスを含め、本作は断続的に輝きを見せている。熱心なファンが映画が長すぎると言って嘆くことは考えにくく、『ワンダーウーマン』は全世界のファンの心を掴むだろう。」

と評価し、「Rotten Tomatoes」では93%の高評価となった。
難点として第三幕の戦闘シーン、上映時間の長さ、悪役のパンチの弱さが挙げられている。また、ジェームズ・キャメロンによる「男性優位のハリウッドが昔からしてきたことを再びやっているだけ」「映画業界は自画自賛しすぎで、ワンダーウーマンは物としてみなされる女性を象徴しており、ハリウッドにとっては『後退』を意味する」との発言した。これに対して、パティ・ジェンキンス監督は「ワンダーウーマンが全世界の女性にとってどういう存在であるのか、何を象徴しているのかをジェームズ・キャメロンが理解できないというのは、驚くべきことではありません。彼は素晴らしい映画制作者ですが、女性ではないのですから。誰でも強い人間は素晴らしいです。彼が私の作品の「モンスター」や、問題を抱えている強い女性の描き方を賞賛してくれたことは、とても感謝しています。ですが、女性が強くあるためには常に頑強で、タフで、問題を抱えていなければならず、多面性を持つことが許されず、魅力的で慈愛にあふれているからという理由で女性にとっての象徴になれないのだとしたら、我々は大して進歩しているとは言えないのではないでしょうか。男性キャラクターと同じように、人間は何にだってなれますし、そうあるべきだと私は信じています。パワフルな人間に正しいタイプも間違ったタイプもないのです。そして、本作をヒットさせてくれた大勢の観客の皆さんには、自分にとっての“進歩の象徴”を選び、評価する自由があるはずです。」とコメントした。

## 騒動
レバノンでは2014年にガル・ガドットが自身のFacebookに投稿した文章が、イスラエル軍を称賛しハマスを批判する内容であると問題視した人々によって上映のボイコット運動が起き、運動の影響を受けてレバノンの政府当局は2017年5月31日に本作の上映を禁止する通達を出したと報じられた。レバノンでは『バットマン vs スーパーマン ジャスティスの誕生』が公開されたときにも同様の運動が起きたが、公開中止に至ることはなかった。
チュニジアではイスラエル出身のガル・ガドットが「ワンダーウーマン」という名のキャラクターを演じることはシオニズムであると訴える運動が発生し、本作の劇場公開が延期されることとなった。また、理由は明かされていないものの2017年の外交危機によって国交断絶されているカタールの2つの映画館が本作の公開を取りやめている。

## 論争
乃木坂46の楽曲『女は一人じゃ眠れない』が日本版イメージソングとなっていることについて「史上最強の女性スーパーヒーロー」を題材とした映画のイメージと合わず「まるでワンダーウーマンを男なしではいられない乙女のように扱うタイトルではないか」との批判が映画のファンから寄せられた。映画評論家の町山智浩は、自身のXアカウントにおいて「正反対のメッセージじゃないの？」、「『ワンダーウーマン』さえも“女は男がいないとダメ”という方向にもってっちゃうのか」と述べた。ねとらぼの福田瑠千代は、町山に投稿の真意を確認し「『ワンダーウーマン』という映画とあまりに正反対の曲名にがっかりした」、「オリジナルのシーアの主題歌は『人間であることは愛すること』という歌詞」であり「『女はひとりで眠れない』という言葉の生臭さとまったく逆のテーマなんです」との説明を受けたことを明らかにした。

## テレビ放映
| 回数 | 放送局     | 放送枠                     | 放送日         | 放送時間    | 放送分数 | 吹替版     | 平均世帯 視聴率 | 備考         |
| ---- | ---------- | -------------------------- | -------------- | ----------- | -------- | ---------- | --------------- | ------------ |
| 1    | フジテレビ | ミッドナイトアートシアター | 2020年12月27日 | 2:00-4:20   | 140分    | 劇場公開版 |                 | 地上波初放送 |
| 2    | テレビ東京 | 午後のロードショー         | 2025年3月20日  | 13:55-15:55 | 120分    | 劇場公開版 |                 |              |

- 地上波放送・関東地区のみ記載。
- 視聴率はビデオリサーチ調べ。関東地区でのデータ。